# 1996 a sportban
1996 legfontosabb sporteseményei a következők voltak:

## Események

### Határozott dátumú események
- március 30. – április 7. – Dániában rendezik meg a 31. amatőr ökölvívó-Európa-bajnokságot, ahol Kovács István aranyérmet nyer.
- június 6. – július 11. – FIDE-sakkvilágbajnoki döntő az oroszországi Elisztában Anatolij Karpov és Gata Kamsky között, amelyen Karpov megvédi címét
- július 19. – A nyári olimpiai játékok kezdete, Atlanta, USA
- szeptember 15. – október 2. – A 32. nyílt és a 17. női sakkolimpia, Jereván Örményország
- december 6–15. – A 2. női kézilabda-Európa-bajnokság Dániában.
- december 13–15. – Rostockban rendezik a rövid pályás úszó-Európa-bajnokságot.

### Határozatlan dátumú események
- Egerszegi Krisztina úszó olimpiai bajnok (200 m hát) és olimpiai bronzérmes (400 m vegyes)
- A magyar labdarúgó-bajnokságot a Ferencvárosi Torna Club nyeri.
- Damon Hill megszerzi a Formula–1-es világbajnoki címet.
- A Pick Szeged férfi kézilabdacsapata megszerzi történelme első magyar bajnoki címét.

## Születések

### Január
| Születés   | Név                | Nemzetiség, sportág, eredmények                                                                                             | Halálozás |
| ---------- | ------------------ | --- | --------- |
| január 1.  | Jayce Hawryluk     | U18-as világbajnoki bronzérmes kanadai jégkorongozó                                                                         |           |
| január 1.  | Brighton Labeau    | francia labdarúgó |           |
| január 1.  | Mathias Jensen     | dán válogatott labdarúgó |           |
| január 5.  | Rodrigo Ābols      | lett válogatott jégkorongozó                                                                                                |           |
| január 5.  | Tino Kadewere      | zimbabwei válogatott labdarúgó                                                                                              |           |
| január 7.  | Mateo Matic        | svájci labdarúgó |           |
| január 7.  | Alex Nedeljkovic   | U18-as világbajnok amerikai jégkorongozó                                                                                    |           |
| január 8.  | Venyercsán Bence   | magyar atléta, olimpikon |           |
| január 8.  | Hiram Boateng      | angol labdarúgó |           |
| január 9.  | Vítek Vaněček      | U18-as világbajnoki ezüstérmes cseh jégkorongozó                                                                            |           |
| január 11. | Ulisses Garcia     | svájci válogatott labdarúgó                                                                                                 |           |
| január 11. | Diadie Samassékou  | mali válogatott labdarúgó                                                                                                   |           |
| január 12. | Szumida Rin        | U16-os és U19-es Ázsia-bajnok, U20-as világbajnoki bronzérmes, Ázsia Játékok és Ázsia-bajnok japán női válogatott labdarúgó |           |
| január 13. | Graham Knott       | U18-as világbajnoki bronzérmes kanadai jégkorongozó                                                                         |           |
| január 14. | Victor Edvardsen   | svéd válogatott labdarúgó                                                                                                   |           |
| január 16. | Enzo Copetti       | argentin labdarúgó |           |
| január 17. | Stefanos Lekkas    | amerikai jégkorongozó |           |
| január 18. | Lobanovszkij Maxim | Európa-bajnoki ezüst- és bronzérmes magyar úszó, olimpikon                                                                  |           |
| január 18. | Kylie Masse        | olimpiai ezüstérmes, világbajnok és Nemzetközösségi Játékok bajnok ausztrál úszónő                                          |           |
| január 19. | Marcel Hartel      | német labdarúgó |           |
| január 19. | Evan Louro         | amerikai labdarúgó |           |
| január 20. | Bonke Innocent     | nigériai válogatott labdarúgó                                                                                               |           |
| január 20. | Joshua Holtby      | német labdarúgó |           |
| január 21. | Andreas Englund    | U17-es világbajnok svéd jégkorongozó                                                                                        |           |
| január 21. | Aldo Kalulu        | francia labdarúgó |           |
| január 22. | Robby Fabbri       | U20-as világbajnok és Stanley-kupa-győztes kanadai jégkorongozó                                                             |           |
| január 22. | Josh Ho-Sang       | kanadai válogatott jégkorongozó, olimpikon                                                                                  |           |
| január 23. | Rauno Sappinen     | észt válogatott labdarúgó                                                                                                   |           |
| január 24. | Oumar Touré        | mali úszó, olimpikon |           |
| január 24. | Joel Waterman      | kanadai válogatott labdarúgó                                                                                                |           |
| január 26. | Zakaria Bakkali    | belga válogatott labdarúgó                                                                                                  |           |
| január 26. | Jonas Föhrenbach   | német labdarúgó |           |
| január 26. | Hvang Hicshan      | dél-koreai válogatott labdarúgó, olimpikon                                                                                  |           |
| január 26. | Blake Hillman      | amerikai jégkorongozó |           |
| január 27. | Veres Szilárd      | román labdarúgó |           |
| január 28. | Milan Gajić        | szerb labdarúgó |           |
| január 30. | Norimacu Ruka      | U20-as világbajnoki bronzérmes és Ázsia-kupa-győztes japán válogatott női labdarúgó                                         |           |

### Február
| Születés    | Név                  | Nemzetiség, sportág, eredmények | Halálozás |
| ----------- | -------------------- | --- | --------- |
| február 1.  | Valmir Sulejmani     | / német születésű koszovói-albán származású koszovói válogatott labdarúgó                                                                                   |           |
| február 2.  | Greg Olley           | angol labdarúgó |           |
| február 2.  | Harry Winks          | angol válogatott labdarúgó |           |
| február 3.  | Brian White          | amerikai labdarúgó |           |
| február 4.  | Erik Kirchschläger   | osztrák válogatott jégkorongozó |           |
| február 7.  | Conner Bleackley     | U18-as világbajnoki bronzérmes kanadai jégkorongozó |           |
| február 7.  | Aaron Ekblad         | világbajnok kanadai válogatott jégkorongozó |           |
| február 7.  | Pierre Gasly         | francia autóversenyző, Formula–1-es pilóta |           |
| február 7.  | Aaron Seydel         | német labdarúgó |           |
| február 7.  | Aidosz Szultangali   | Ázsia-bajnok, U23-as és felnőtt világbajnoki bronzérmes kazah kötöttfogású birkózó                                                                          |           |
| február 9.  | Sebastián Driussi    | Copa Libertadores, Copa Sudamericana és Recopa Sudamericana-győztes argentin labdarúgó                                                                      |           |
| február 10. | Emanuel Mammana      | dél-amerikai U20-as bajnok, Superclásico de las Américas, Copa Libertadores, Copa Sudamericana és Recopa Sudamericana-győztes argentin válogatott labdarúgó |           |
| február 11. | Felix Platte         | U21-es Európa-bajnok német labdarúgó |           |
| február 11. | Jonathan Tah         | U21-es Európa-bajnoki ezüstérmes és felnőtt Európa-bajnoki bronzérmes német válogatott labdarúgó                                                            |           |
| február 13. | Ligetvári Patrik     | magyar válogatott kézilabdázó, bal átlövő |           |
| február 13. | Matej Rodin          | horvát labdarúgó |           |
| február 14. | Nikolaj Ehlers       | dán válogatott jégkorongozó |           |
| február 14. | Lucas Hernández      | világbajnok, UEFA Nemzetek Ligája-, UEFA-bajnokok ligája-, Európa-liga-, UEFA-szuperkupa- és FIFA-klubvilágbajnokság-győztes francia válogatott labdarúgó   |           |
| február 14. | Ryan MacInnis        | / U17-es és U20-as világbajnoki bronzérmes amerikai-kanadai jégkorongozó                                                                                    |           |
| február 14. | Són Weissman         | izraeli válogatott labdarúgó |           |
| február 15. | Nemanja Radonjić     | szerb válogatott labdarúgó |           |
| február 16. | Grátz Benjámin       | ifjúsági olimpiai és ifjúsági Európa-bajnok bajnok magyar úszó                                                                                              |           |
| február 16. | José Carlos Lazo     | spanyol labdarúgó |           |
| február 17. | Sebastian Aho        | U17-es világbajnok svéd jégkorongozó |           |
| február 19. | Lars-Jørgen Salvesen | norvég labdarúgó |           |
| február 21. | Balogh Norbert       | magyar labdarúgó |           |
| február 21. | Nahuel Tenaglia      | argentin labdarúgó |           |
| február 22. | Johannes Härteis     | német teniszező |           |
| február 23. | Nick Schmaltz        | U20-as világbajnoki bronzérmes amerikai válogatott jégkorongozó                                                                                             |           |
| február 23. | Moustapha Seck       | szenegáli labdarúgó |           |
| február 23. | Marvin Spielmann     | svájci labdarúgó |           |
| február 23. | Jon Gallagher        | ír labdarúgó |           |
| február 26. | Runar Espejord       | norvég korosztályos válogatott labdarúgó |           |
| február 26. | Úszama Idríszi       | / holland születésű marokkói válogatott labdarúgó |           |
| február 28. | Jakub Vrána          | U18-as világbajnoki ezüstérmes, felnőtt világbajnoki bronzérmes és Stanley-kupa-győztes cseh válogatott jégkorongozó                                        |           |
| február 28. | Karsten Warholm      | ifjúsági világbajnok, junior-Európa-bajnoki ezüstérmes, U23-as Európa-bajnok, olimpiai, világ- és Európa-bajnok, fedettpályás-Európa-bajnok norvég atléta   |           |
| február 28. | Lucas Boyé           | argentin válogatott labdarúgó |           |

### Március
| Születés    | Név                            | Nemzetiség, sportág, eredmények | Halálozás |
| ----------- | ------------------------------ | --- | --------- |
| március 1.  | Gilles Senn                    | svájci válogatott jégkorongozó |           |
| március 4.  | Timo Baumgartl                 | U21-es Európa-bajnoki ezüstérmes német labdarúgó |           |
| március 5.  | Gabriel Boschilia              | brazil labdarúgó |           |
| március 5.  | Chris Bedia                    | elefántcsontparti korosztályos válogatott labdarúgó |           |
| március 6.  | Margarita Csernomirgyina       | orosz női válogatott labdarúgó |           |
| március 6.  | Patrik Virta                   | finn jégkorongozó |           |
| március 6.  | Timo Werner                    | U17-es Európa-bajnoki ezüstérmes, UEFA-bajnokok ligája-, UEFA-szuperkupa-, FIFA-klubvilágbajnokság és konföderációs kupa-győztes német válogatott labdarúgó |           |
| március 8.  | Imre Emil                      | romániai magyar gyorskorcsolyázó |           |
| március 8.  | Moussa Niakhate                | / francia-szenegáli labdarúgó |           |
| március 9.  | Giorgio Minisini               | világbajnok olasz szinkronúszó |           |
| március 11. | Artur                          | brazil labdarúgó |           |
| március 12. | Stijn Spierings                | holland labdarúgó |           |
| március 12. | Lisandro Semedo                | / portugál születésű zöld-foki köztársasági válogatott labdarúgó                                                                                            |           |
| március 13. | Michel Lieder                  | német labdarúgó |           |
| március 13. | Brayden Point                  | U18-as világbajnoki bronzérmes, U20-as világbajnok, felnőtt világbajnoki ezüstérmes és Stanley-kupa-győztes kanadai válogatott jégkorongozó                 |           |
| március 13. | Marc Gual                      | spanyol korosztályos válogatott labdarúgó |           |
| március 14. | Carlo Palermo                  | olasz műkorcsolyázó |           |
| március 15. | Juan Antonio Ros               | spanyol korosztályos válogatott labdarúgó |           |
| március 15. | Brendan Lemieux                | / amerikai-kanadai jégkorongozó |           |
| március 16. | Haza Hiszui                    | japán válogatott labdarúgó |           |
| március 16. | Takaoka Jóhei                  | japán labdarúgó |           |
| március 17. | Richard Jensen                 | finn válogatott labdarúgó |           |
| március 17. | Federico Bikoro                | egyenlítői-guineai válogatott labdarúgó |           |
| március 18. | Rus Adrián                     | romániai magyar labdarúgó |           |
| március 19. | Feodoszij Jurjevics Efremenkov | orosz műkorcsolyázó |           |
| március 19. | Chase Priskie                  | amerikai jégkorongozó |           |
| március 22. | Josephine Giard                | német női labdarúgó |           |
| március 22. | Kovács Attila                  | magyar korosztályos válogatott jégkorongozó |           |
| március 23. | Lauri Kivari                   | ifjúsági olimpiai ezüstérmes finn síakrobata |           |
| március 24. | İslam Abbasov                  | azeri kötöttfogású birkózó |           |
| március 24. | Valentino Lazaro               | osztrák válogatott labdarúgó |           |
| március 24. | Orbelín Pineda                 | mexikói válogatott labdarúgó |           |
| március 25. | Rapport Richárd                | magyar sakkozó, nemzetközi nagymester, sakkolimpiai ezüstérmes                                                                                              |           |
| március 26. | Jonathan Bamba                 | francia labdarúgó |           |
| március 26. | Valencsik Dávid                | magyar labdarúgó |           |
| március 27. | Jake Hesketh                   | angol labdarúgó |           |
| március 29. | Travis Sanheim                 | kanadai jégkorongozó |           |
| március 30. | Nájf Ákerd                     | marokkói válogatott labdarúgó |           |
| március 30. | Alexander Berntsson            | svéd labdarúgó |           |
| március 30. | Mateusz Grzybek                | lengyel korosztályos válogatott labdarúgó |           |
| március 30. | Ole Sæter                      | norvég labdarúgó |           |

### Április
| Születés    | Név                               | Nemzetiség, sportág, eredmények                                                                 | Halálozás |
| ----------- | --------------------------------- | ----------------------------------------------------------------------------------------------- | --------- |
| április 2.  | André Onana                       | kameruni válogatott labdarúgó                                                                   |           |
| április 3.  | Lukács Dániel                     | magyar labdarúgó                                                                                |           |
| április 5.  | Jake Mulraney                     | ír korosztályos válogatott labdarúgó                                                            |           |
| április 5.  | Áhmed Reda Tagnútí                | marokkói válogatott labdarúgó                                                                   |           |
| április 7.  | Michael Estrada                   | ecuadori válogatott labdarúgó                                                                   |           |
| április 9.  | Robert Bauer                      | olimpiai ezüstérmes kazahsztáni származású német válogatott labdarúgó                           |           |
| április 9.  | Lenzsér Bence                     | magyar labdarúgó                                                                                |           |
| április 9.  | Emerson Hyndman                   | amerikai válogatott labdarúgó                                                                   |           |
| április 9.  | Giovani Lo Celso                  | argentin labdarúgó                                                                              |           |
| április 9.  | Momiki Júka                       | japán válogatott labdarúgó                                                                      |           |
| április 10. | Pauline Bremer                    | német válogatott női labdarúgó                                                                  |           |
| április 11. | Dele Alli                         | angol válogatott labdarúgó                                                                      |           |
| április 12. | Birkás Balázs                     | ifjúsági- és U23-as világbajnok magyar kajakozó                                                 |           |
| április 12. | Jan Bednarek                      | lengyel válogatott labdarúgó                                                                    |           |
| április 13. | Marko Grujić                      | szerb válogatott labdarúgó                                                                      |           |
| április 16. | Kianz Froese                      | / kubai származású kanadai válogatott labdarúgó                                                 |           |
| április 16. | John Quenneville                  | kanadai jégkorongozó                                                                            |           |
| április 17. | Sabrina Fiore                     | paraguayi válogatott kézilabdázó                                                                |           |
| április 17. | Jakub Popiwczak                   | világbajnoki ezüstérmes, Európa-bajnok és Nemzetek Ligája-győztes lengyel válogatott röplabdázó |           |
| április 19. | Shkelqim Demhasaj                 | / svájci születésű koszovói válogatott labdarúgó                                                |           |
| április 22. | Ivan Näsberg                      | norvég korosztályos válogatott labdarúgó                                                        |           |
| április 23. | Andrij Vasziljovics Borjacsuk     | ukrán válogatott labdarúgó                                                                      |           |
| április 24. | Ashleigh Barty                    | ausztrál hivatásos teniszezőnő                                                                  |           |
| április 25. | Liam Henderson                    | skót labdarúgó                                                                                  |           |
| április 25. | Mack Horton                       | olimpiai bajnok ausztrál úszó                                                                   |           |
| április 26. | Szuzuki Júma                      | AFC-bajnokok ligája-győztes japán labdarúgó, csatár                                             |           |
| április 26. | Jordan Siebatcheu                 | CONCACAF Nemzetek Ligája-győztes amerikai válogatott labdarúgó                                  |           |
| április 27. | Barna Szabolcs                    | magyar labdarúgó                                                                                |           |
| április 27. | Brendan Perlini                   | / angol születésű, kanadai jégkorongozó                                                         |           |
| április 28. | Almamy Touré                      | Európa-liga-győztes mali labdarúgó                                                              |           |
| április 29. | Gustav Engvall                    | svéd válogatott labdarúgó                                                                       |           |
| április 30. | Vladiszlav Szerhijovics Kocserhin | ukrán válogatott labdarúgó                                                                      |           |
| április 30. | Felicitas Rauch                   | U20-as világbajnok és Európa-bajnoki ezüstérmes német válogatott női labdarúgó                  |           |

### Május
| Születés  | Név                             | Nemzetiség, sportág, eredmények | Halálozás |
| --------- | ------------------------------- | --- | --------- |
| május 1.  | William Nylander                | kanadai születésű, U17-es és felnőtt világbajnok svéd válogatott jégkorongozó                                                        |           |
| május 1.  | Álvaro Aguado                   | spanyol labdarúgó |           |
| május 2.  | Julian Brandt                   | U17-es Európa-bajnoki ezüstérmes, U19-es Európa-bajnok, konföderációs kupa-győztes és olimpiai ezüstérmes német válogatott labdarúgó |           |
| május 2.  | François Kamano                 | guineai válogatott labdarúgó |           |
| május 3.  | Dokó Majo                       | U20-as világbajnoki bronzérmes japán válogatott labdarúgó                                                                            |           |
| május 3.  | Morten Konradsen                | norvég korosztályos válogatott labdarúgó                                                                                             |           |
| május 4.  | Abdou Diallo                    | francia születésű afrikai nemzetek kupája-győztes szenegáli válogatott labdarúgó                                                     |           |
| május 5.  | Morten Thorsby                  | norvég válogatott labdarúgó |           |
| május 5.  | Grzegorz Tomasiewicz            | lengyel korosztályos válogatott labdarúgó                                                                                            |           |
| május 5.  | Fád Múfí                        | marokkói korosztályos válogatott labdarúgó                                                                                           |           |
| május 6.  | Adam Brooks                     | Calder-kupa-győztes kanadai jégkorongozó                                                                                             |           |
| május 8.  | Leimeter Dóra                   | olimpiai- és Európa-bajnoki bronzérmes, világbajnoki ezüstérmes magyar válogatott vízilabdázó                                        |           |
| május 8.  | Marcus Pettersson               | U17-es világbajnok és felnőtt világbajnoki bronzérmes svéd válogatott jégkorongozó                                                   |           |
| május 9.  | Cameron Brannagan               | angol labdarúgó |           |
| május 9.  | Abdulrasid Szadulajev           | olimpiai-, világ- és Európa-bajnok és Európa játékok-győztes orosz birkózó                                                           |           |
| május 9.  | Ali Wukovits                    | osztrák válogatott jégkorongozó |           |
| május 10. | Martín Aguirregabiria           | U21-es Európa-bajnok spanyol labdarúgó                                                                                               |           |
| május 10. | Kateřina Siniaková              | olimpiai bajnok, párosban Australian Open, Roland Garros, Wimbledon és US Open-győztes cseh teniszezőnő                              |           |
| május 10. | Alex Tuch                       | U18-as világbajnok amerikai jégkorongozó                                                                                             |           |
| május 10. | Jean Carlos                     | brazil korosztályos válogatott labdarúgó                                                                                             |           |
| május 12. | Fran Karačić                    | / horvát–ausztrál válogatott labdarúgó                                                                                               |           |
| május 12. | Sonny Milano                    | U18-as világbajnok és Calder-kupa-győztes amerikai jégkorongozó                                                                      |           |
| május 13. | Ficza Ferenc                    | magyar autóversenyző |           |
| május 14. | Gurisatti Gréta                 | magyar válogatott vízilabdázó |           |
| május 14. | Daniel Jensen                   | norvég műugró |           |
| május 15. | Raven Saunders                  | olimpiai ezüstérmes amerikai atlétanő, súlylökő, diszkoszvető                                                                        |           |
| május 16. | Horváth Dávid                   | magyar úszó, olimpikon |           |
| május 25. | David Pastrňák                  | cseh jégkorongozó |           |
| május 25. | Jakub Łukowski                  | lengyel korosztályos válogatott labdarúgó                                                                                            |           |
| május 28. | Kovács Patrícia                 | magyar-osztrák kettős állampolgárságú, osztrák válogatott kézilabdázó                                                                |           |
| május 29. | Im Hjodzsun                     | olimpiai bajnok dél-koreai rövidpályás gyorskorcsolyázó                                                                              |           |
| május 30. | Alekszandr Szergejevics Golovin | orosz válogatott labdarúgó |           |
| május 31. | Gyurátz Réka                    | junior világbajnoki ezüstérmes és ifjúsági világbajnok magyar kalapácsvető, olimpikon                                                |           |
| május 31. | Jared McCann                    | kanadai jégkorongozó |           |
| május 31. | Joaquín Fernández               | spanyol korosztályos válogatott labdarúgó                                                                                            |           |
| május 31. | Joachim Andersen                | dán válogatott labdarúgó |           |
| május 31. | Anderson Julio                  | ecuadori labdarúgó |           |

### Június
| Születés   | Név                          | Nemzetiség, sportág, eredmények | Halálozás |
| ---------- | ---------------------------- | --- | --------- |
| június 1.  | Genpei Ajana                 | Ázsia-bajnoki ezüstérmes és világbajnoki bronzérmes japán szabadfogású női birkózó                                                                                                   |           |
| június 1.  | Blaž Kramer                  | szlovén válogatott labdarúgó |           |
| június 2.  | Luiz Araújo                  | brazil labdarúgó |           |
| június 3.  | Lukas Klostermann            | olimpiai ezüstérmes német válogatott labdarúgó |           |
| június 3.  | Matheus Rossetto             | brazil labdarúgó |           |
| június 4.  | Oliver McBurnie              | skót válogatott labdarúgó |           |
| június 6.  | Cameron Dummigan             | északír labdarúgó |           |
| június 6.  | Juhász Ádám                  | magyar válogatott kézilabdázó |           |
| június 11. | Stanislav Kašpárek           | cseh válogatott kézilabdázó |           |
| június 11. | Philip Billing               | dán válogatott labdarúgó |           |
| június 12. | Gustav Forsling              | U17-es világbajnok és Stanley-kupa-győztes svéd jégkorongozó |           |
| június 12. | Uladziszlav Klimovics        | fehérorosz válogatott labdarúgó |           |
| június 12. | Alex Rufer                   | / svájci születésű új-zélandi válogatott labdarúgó |           |
| június 12. | James Léa Siliki             | / francia születésű, kameruni válogatott labdarúgó |           |
| június 14. | Zaurbek Kazbekovics Szidakov | olimpiai és világbajnok, Európa-játékok bajnok orosz szabadfogású birkózó |           |
| június 15. | Simizu Risza                 | japán válogatott labdarúgó |           |
| június 17. | Samuel Blais                 | Stanley-kupa-győztes és világbajnok kanadai válogatott jégkorongozó |           |
| június 19. | Lorenzo Pellegrini           | UEFA Konferencia Liga-győztes olasz válogatott labdarúgó |           |
| június 19. | Larisa Iordache              | Európa-bajnok, világbajnoki ezüst- és olimpiai bronzérmes román tornász |           |
| június 20. | Sam Bennett                  | U18-as világbajnok és Stanley-kupa-győztes kanadai jégkorongozó |           |
| június 20. | Michael Dal Colle            | kanadai jégkorongozó |           |
| június 21. | Mikel Merino                 | U19-es és U21-es Európa-bajnok, U21-es Európa-bajnoki ezüstérmes spanyol labdarúgó                                                                                                   |           |
| június 21. | Rodri                        | U19-es és felnőtt Európa-bajnok UEFA Nemzetek Ligája-győztes, UEFA-bajnokok ligája-, UEFA-szuperkupa- és FIFA-klubvilágbajnokság-győztes és Aranylabdás spanyol válogatott labdarúgó |           |
| június 23. | Sebastian Repo               | finn jégkorongozó |           |
| június 23. | Erik Expósito                | spanyol labdarúgó |           |
| június 23. | Jacek Podgórski              | lengyel labdarúgó |           |
| június 24. | Marcus Coco                  | francia labdarúgó |           |
| június 25. | Pietro Fittipaldi            | / brazil-amerikai autóversenyző |           |
| június 25. | Rémy Descamps                | francia labdarúgó |           |
| június 25. | Mohamed Dräger               | tunéziai válogatott labdarúgó |           |
| június 27. | Jordi Vanlerberghe           | belga labdarúgó |           |

- június 28.
  - Demarai Gray, angol labdarúgó
  - Hajdu Jonatán, négyszeres ifjúsági világbajnok magyar kenus
  - Leart Paqarada, német születésű koszovói-albán származású labdarúgó
  - Joel Castro Pereira, portugál labdarúgó
  - Milot Rashica, koszovói válogatott labdarúgó
- június 29. – Giorgi Haraisvili, grúz válogatott labdarúgó
- június 30. – Marco Lund, dán labdarúgó

### Július
- július 1.
  - Frank Boya, afrikai nemzetek kupája-győztes kameruni válogatott labdarúgó
  - Cshö Miszon, olimpiai bajnok dél-koreai íjásznő
- július 5.
  - Ajdin Hrustic, ausztrál válogatott labdarúgó
  - Puhalák Szidónia, magyar kézilabdázó, bal szélső
- július 8. – Haydn Fleury, kanadai jégkorongozó
- július 10. – Jared Stroud, amerikai labdarúgó
- július 11. – Andrija Živković, szerb válogatott labdarúgó
- július 12.
  - Moussa Dembélé, francia labdarúgó
  - Ahmet Önder török tornász
- július 13.
  - Che Adams, skót válogatott labdarúgó
  - Bartók Donát, magyar kézilabdázó, jobbátlövő
- július 15. – Liam Bossin, ír korosztályos válogatott labdarúgó
- július 16.
  - Amath Ndiaye, szenegáli válogatott labdarúgó
  - Dominic Zwerger, Spengler-kupa-győztes osztrák válogatott jégkorongozó
- július 17. – Hardy Binguila, kongói válogatott labdarúgó
- július 19.
  - Nathaël Julan, francia labdarúgó († 2020)
  - Takács Tamara, világ- és Európa-bajnoki ezüstérmes magyar kajakozó
- július 20.
  - Waldemar Anton, üzbegisztáni születésű német labdarúgó
  - Álvaro Tejero, spanyol labdarúgó
- július 21.
  - Joe Aribo, nigériai válogatott labdarúgó
  - Vlagyiszlav Szergejevics Grinyov, világ- és Európa-bajnok orosz úszó
  - Viljar Myhra, norvég labdarúgó
  - Mikael Ingebrigtsen, norvég korosztályos válogatott labdarúgó
- július 22. – Kevin Fiala, világbajnoki ezüstérmes svájci jégkorongozó
- július 23.
  - Kasperi Kapanen, U20-as világbajnok finn jégkorongozó
  - Papp Nikoletta, magyar válogatott kézilabdázó, olimpikon
- július 27. – Jhojan Valencia, kolumbiai labdarúgó
- július 30. – Dylan Larkin, U18-as világbajnok és felnőtt világbajnoki bronzérmes amerikai jégkorongozó
- július 31. – Galló Vilmos, magyar válogatott jégkorongozó

### Augusztus
- augusztus 1. – Edu Expósito, spanyol labdarúgó
- augusztus 2.
  - Simone Manuel, olimpiai és világbajnok amerikai úszónő
  - Guzmán Corujo, uruguayi labdarúgó
- augusztus 4.
  - Moses Mawa, norvég labdarúgó
  - Mohamed Ofkir, norvég labdarúgó
- augusztus 6. – Christian Mbulu, angol labdarúgó († 2020)
- augusztus 7.
  - Dani Ceballos, U19-es és U21-es Európa-bajnok, U21-es Európa-bajnoki ezüstérmes, UEFA-bajnokok ligája-, UEFA-szuperkupa- és FIFA-klubvilágbajnokság-győztes spanyol válogatott labdarúgó
  - William Togui, elefántcsontparti válogatott labdarúgó
  - Aaron Boupendza, gaboni válogatott labdarúgó
- augusztus 9. – Balogh Alex, magyar labdarúgó
- augusztus 11.
  - Antonio Sivera Salvá, U19-es és U21-es Európa-bajnok spanyol labdarúgó
  - Thore Baardsen Pedersen, norvég labdarúgó
- augusztus 12.
  - Vlagyiszlav Dmitrijevics Kamenyev, orosz jégkorongozó
  - Joelle Wedemeyer, német női válogatott labdarúgó
  - Tristan Blackmon, amerikai labdarúgó
  - Youssef Chaib, norvég labdarúgó
- augusztus 13. – Florian Loshaj, koszovói válogatott labdarúgó
- augusztus 16. – Caeleb Dressel, olimpiai és világbajnok amerikai úszó
- augusztus 17. – Jake Virtanen, U20-as világbajnok kanadai jégkorongozó
- augusztus 20.
  - Max Hopp, német dartsjátékos
  - Luca Pfeiffer, német labdarúgó
- augusztus 21.
  - Szofjan Amrabat, marokkói válogatott labdarúgó
  - Igor Silva, brazil labdarúgó
- augusztus 22. – Junior Firpo, U21-es Európa-bajnok spanyol labdarúgó
- augusztus 24. – Dzsiannisz Maszúrasz, görög korosztályos válogatott labdarúgó
- augusztus 25. – Donis Avdijaj, német születésű koszovói válogatott labdarúgó
- augusztus 28. – Mateusz Wdowiak, lengyel korosztályos válogatott labdarúgó
- augusztus 29.
  - Anasztásziosz Dónisz, angol születésű görög válogatott labdarúgó
  - Chris Mueller, amerikai válogatott labdarúgó
- augusztus 30. – Gabriel Barbosa, brazil válogatott labdarúgó

### Szeptember
- szeptember 1. – Itana Grbić, montenegrói válogatott kézilabdázó
- szeptember 2. – Reece Burke, angol labdarúgó
- szeptember 6. – Matías Tissera, argentin labdarúgó
- szeptember 7.
  - Altuğ Çelikbilek, török teniszező
  - Donovan Mitchell, amerikai kosárlabdázó
  - Tim Skarke, német labdarúgó
- szeptember 8. – Samy Mmaee, marokkói válogatott labdarúgó
- szeptember 9. – Jaïro Riedewald, holland válogatott labdarúgó
- szeptember 12.
  - Tyler Boland, kanadai jégkorongozó
  - Freddie Freeman, World Series-győztes kanadai és amerikai basaeballjátékos
  - Gorka Guruzeta, spanyol labdarúgó
- szeptember 13.
  - Neto Borges, brazil labdarúgó
  - Adrian Kempe, világbajnok svéd jégkorongozó
- szeptember 17.
  - Duje Ćaleta-Car, világbajnoki ezüstérmes horvát válogatott labdarúgó
  - Esteban Ocon, francia autóversenyző
- szeptember 20. – Kevin Stenlund, svéd jégkorongozó
- szeptember 21. – Thilo Kehrer, német válogatott labdarúgó
- szeptember 22.
  - Anthoine Hubert, francia autóversenyző († 2019)
  - Bent Sørmo, norvég labdarúgó
  - Diego Valoyes, kolumbiai válogatott labdarúgó
- szeptember 23. – Jevgenyij Mihajlovics Rilov, világ- és Európa-bajnok, olimpiai bronzérmes orosz úszó
- szeptember 24. – Pius Dorn, német labdarúgó
- szeptember 25.
  - Max Christiansen, olimpiai ezüstérmes német válogatott labdarúgó
  - John Souttar, skót válogatott labdarúgó
- szeptember 26. – Andrew Seliskar, világbajnoki bronzérmes amerikai úszó
- szeptember 27.
  - Maxwel Cornet, elefántcsontparti születésű francia labdarúgó
  - Ueno Mami, japán válogatott labdarúgó
  - Corentin Tolisso, francia válogatott labdarúgó
- szeptember 28. – Luquinhas, brazil labdarúgó
- szeptember 30.
  - Nico Elvedi, svájci válogatott labdarúgó
  - Lewis Morgan, skót válogatott labdarúgó

### Október
- október 2. – Andrew Gutman, amerikai labdarúgó
- október 4. – Hegedűs János, labdarúgó
- október 5.
  - Jonathan Okita, német születésű kongói DK válogatott labdarúgó
  - Santi Comesaña, spanyol labdarúgó
- október 7. – György Anett, magyar autóversenyző
- október 8.
  - Ola Aina, nigériai válogatott labdarúgó
  - Tim Herrin, amerikai baseballjátékos
- október 9. – Henrik Christiansen, világ és Európa-bajnoki ezüstérmes norvég úszó
- október 10. – Nikola Katić, horvát válogatott labdarúgó
- október 11. – Alan Franco, argentin válogatott labdarúgó
- október 12. – Fekete Dávid, magyar válogatott kézilabdázó
- október 20. – Marcos André, brazil labdarúgó
- október 22.
  - Mason Holgate, angol labdarúgó
  - Johannes Høsflot Klæbo, norvég sífutó
- október 23. – Mason McDonald, kanadai jégkorongozó
- október 25. – Sandro Lauper, svájci labdarúgó
- október 27. – Anfernee Dijksteel, holland labdarúgó

### November
- november 1. – Sean Gelael, indonéz autóversenyző
- november 2. – Shaq Moore, amerikai válogatott labdarúgó
- november 5. – Manja Miho, japán válogatott labdarúgó
- november 8.
  - David Aubry, világbajnoki bronzérmes francia úszó
  - Dominic Hackl, osztrák válogatott jégkorongozó
- november 10. – Szilágyi Dorottya, magyar válogatott vízilabdázó
- november 11.
  - Ilíasz Ignatídisz, görög labdarúgó
  - Ryan Kent, angol labdarúgó
  - Adam Andersson, svéd válogatott labdarúgó
  - Linus Wahlqvist, svéd válogatott labdarúgó
  - Jefferson Savarino, venezuelai válogatott labdarúgó
- november 12. – Hársfalvi Júlia, EHF-bajnokok ligája-győztes magyar válogatott kézilabdázó
- november 13. – Pang Csien-jü, Ázsia-bajnok és világbajnoki bronzérmes kínai női szabadfogású birkózó
- november 15. – Szelím Ámalah, marokkói válogatott labdarúgó
- november 20. – Denis Zakaria, svájci válogatott labdarúgó
- november 25. – Derrick Etienne, amerikai születésű haiti válogatott labdarúgó
- november 26. – Adorján Attila, romániai magyar jégkorongozó
- november 28.
  - Abdelhamíd Szábírí, marokkói válogatott labdarúgó
  - Anto Grgić, svájci korosztályos válogatott labdarúgó
- november 29.
  - Obinna Nwobodo, nigériai labdarúgó
  - Amar Sejdić, amerikai labdarúgó
  - Lawrence Ati-Zigi, ghánai válogatott labdarúgó
- november 30. – Mathias Pereira Lage, francia labdarúgó

### December
- december 3.
  - Sandro Semedo, portugál labdarúgó, középpályás
  - Abbey Weitzeil, olimpiai és világbajnok amerikai úszónő
- december 4.
  - Jérémy Davies, kanadai jégkorongozó
  - Tete Morente, spanyol labdarúgó
- december 9.
  - Monty Patterson, új-zélandi válogatott labdarúgó
  - Bill Tuiloma, új-zélandi válogatott labdarúgó
- december 13.
  - Townley Haas, olimpiai és világbajnok amerikai úszó
  - Kenderesi Tamás, magyar úszó
  - Teixeira Maxime, francia labdarúgó
- december 14. – Raphinha, brazil válogatott labdarúgó
- december 16. – Sergio Reguilón, spanyol labdarúgó
- december 18.
  - Szcjapan Mikalajevics Falkovszki, fehérorosz válogatott jégkorongozó
  - Brice Wembangomo, norvég válogatott labdarúgó
- december 19.
  - Franck Kessié, elefántcsontparti válogatott labdarúgó
  - Mouctar Diakhaby, francia születésű guineai válogatott labdarúgó
- december 20.
  - Jarrod Bowen, angol labdarúgó
  - Mathias Honsak, osztrák labdarúgó
  - Emil Quaas, német válogatott jégkorongozó
- december 21.
  - Ben Chilwell, angol labdarúgó
  - Stephen Eustáquio, kanadai válogatott labdarúgó
- december 24. – Robert Dadok, lengyel labdarúgó
- december 26. – Helembai Fanny, magyar válogatott kézilabdázó
- december 27.
  - Iebe Swers, belga labdarúgó
  - Cedric Itten, svájci válogatott labdarúgó
- december 28. – Tanguy Ndombele, kongói származású francia labdarúgó
- december 30. – Mamadou Loum, afrikai nemzetek kupája-győztes szenegáli válogatott labdarúgó
- december 31. – Hirao Csika, japán válogatott labdarúgó

## Halálozások
- ? – Mwamba Kazadi, afrikai nemzetek kupája bajnok zairei válogatott kongói labdarúgókapus (* 1947)
- ? – Petre Steinbach, román válogatott labdarúgó, edző (* 1906)
- január 2. – Karl Rappan, osztrák labdarúgó-fedezet, edző (* 1905)
- január 24. – Iharos Sándor magyar futóbajnok (* 1930)
- április 9. – Otto Licha, olimpiai ezüstérmes osztrák kézilabdázó (* 1912)
- április 13. – Bencze János, magyar labdarúgó (* 1952)
- május 11. – Ademir Marques de Menezes brazil labdarúgó (* 1922)
- május 26. – Gerard Hallock,olimpiai ezüstérmes amerikai jégkorongozó, katona, bankár (* 1905)
- július 19. – František Plánička, világbajnoki ezüstérmes csehszlovák válogatott labdarúgó, kapus (* 1904)
- augusztus 3. – Ed Turkington, olimpiai bajnok amerikai rögbijátékos, katona, rendőr, üzletember (* 1899)
- augusztus 24. – Hriszto Mladenov, bolgár labdarúgóedző (* 1928)
- augusztus 30. – José Sasía, uruguayi válogatott labdarúgó, edző (* 1933)
- szeptember 14. – Douglas Everett, olimpiai ezüstérmes amerikai jégkorongozó (* 1905)
- szeptember 23. – Kárpáti Károly olimpiai bajnok birkózó (* 1906)
- október 28. – Karol Jokl, csehszlovák válogatott, szlovák labdarúgó, edző (* 1945)
- november 7. – Engrich Mariann, taekwondo világ- és Európa-bajnok, kick-box Európa-bajnok (* 1964)
- november 12. – Steiner Rudolf, magyar nemzetiségű román válogatott labdarúgó, hátvéd (* 1907)
- december 21. – Hazai Kálmán olimpiai bajnok vízilabdázó (* 1913)